# 2. česká hokejová liga 1997/1998
2. česká hokejová liga v sezóně 1997/1998 byla 5. ročníkem samostatné třetí nejvyšší české soutěže v ledním hokeji.

## Fakta
- 5. ročník samostatné třetí nejvyšší české hokejové soutěže
- Tým SK Kadaň uspěl v baráži o 1. ligu a postoupil do dalšího ročníku 1. ligy, zatímco HC Papíroví Draci Šumperk neuspěl.
- Týmy HC Hvězda Praha, HC Haná VTJ Kroměříž, SK Karviná a HC Slovan Louny sestoupily do krajských přeborů. Nově postupujícími do 2. ligy byli: HC Klášterec nad Ohří, HC Strakonice, HC Uničov a TJ Sokol Nedvědice.
- Prodeje licencí na 2. ligu: HC Slovan Rosice do SK Karviná, TJ Sokol Nedvědice do HC Ytong Brno.

### Systém soutěže
Týmy byly rozděleny do dvou skupin po 16 týmech, kde hrály systémem doma-venku. Poslední dva celky obou skupin přímo sestupovaly do krajských přeborů. První čtyři celky z každé skupiny postupovaly do čtvrtfinále play-off, které se hrálo na dva zápasy - doma a venku. Vítězové semifinále play off postupovali do baráže o 1. ligu.

## Skupina A
| Vysvětlivka                    |
| ------------------------------ |
| Postup do čtvrtfinále play off |
| Tým vyřazen                    |
| Sestupující                    |

| Poř. | Tým                        | Z  | V  | R  | P  | VG  | OG  | B  |
| ---- | -------------------------- | -- | -- | -- | -- | --- | --- | -- |
| 1    | SK Kadaň                   | 30 | 23 | 3  | 4  | 152 | 54  | 49 |
| 2    | HC Mladá Boleslav          | 30 | 18 | 6  | 6  | 119 | 80  | 42 |
| 3    | HC Benešov                 | 30 | 13 | 12 | 5  | 102 | 76  | 38 |
| 4    | TJ Slovan Děčín            | 30 | 16 | 5  | 9  | 100 | 90  | 37 |
| 5    | SK Spolana Neratovice      | 30 | 14 | 7  | 9  | 123 | 99  | 35 |
| 6    | HC Baník CHZ Sokolov       | 30 | 16 | 3  | 11 | 119 | 103 | 35 |
| 7    | HC ZVVZ Milevsko           | 30 | 15 | 3  | 12 | 102 | 79  | 33 |
| 8    | HC ČKD Slaný               | 30 | 14 | 4  | 12 | 112 | 116 | 32 |
| 9    | HC Kobra Praha             | 30 | 11 | 8  | 11 | 75  | 94  | 30 |
| 10   | TJ Stadion Nymburk         | 30 | 10 | 5  | 15 | 92  | 92  | 25 |
| 11   | HC SOH Benátky nad Jizerou | 30 | 10 | 5  | 15 | 104 | 119 | 25 |
| 12   | HC Slovan Ústí nad Labem   | 30 | 9  | 6  | 15 | 74  | 98  | 24 |
| 13   | HC Baník Most              | 30 | 7  | 8  | 15 | 82  | 109 | 22 |
| 14   | HC Prima Rokycany          | 30 | 7  | 6  | 17 | 82  | 126 | 20 |
| 15   | HC Hvězda Praha            | 30 | 7  | 5  | 18 | 77  | 114 | 19 |
| 16   | HC Slovan Louny            | 30 | 6  | 2  | 22 | 67  | 130 | 14 |

## Skupina B
| Vysvětlivka                    |
| ------------------------------ |
| Postup do čtvrtfinále play off |
| Tým vyřazen                    |
| Sestupující                    |

| Poř. | Tým                       | Z  | V  | R  | P  | VG  | OG  | B  |
| ---- | ------------------------- | -- | -- | -- | -- | --- | --- | -- |
| 1    | HC Papíroví Draci Šumperk | 30 | 25 | 1  | 4  | 159 | 60  | 51 |
| 2    | TJ Nový Jičín             | 30 | 18 | 7  | 5  | 127 | 79  | 43 |
| 3    | HC Frýdek-Místek          | 30 | 17 | 7  | 6  | 107 | 70  | 41 |
| 4    | HC Orlová                 | 30 | 18 | 3  | 9  | 137 | 100 | 39 |
| 5    | HC Slovan Rosice          | 30 | 16 | 4  | 10 | 125 | 96  | 36 |
| 6    | HC Rondo Brno             | 30 | 14 | 6  | 10 | 102 | 97  | 34 |
| 7    | HC Lev Hradec Králové     | 30 | 13 | 5  | 12 | 89  | 100 | 31 |
| 8    | HC Žďár nad Sázavou       | 30 | 9  | 10 | 11 | 104 | 113 | 28 |
| 9    | HC Tábor                  | 30 | 11 | 5  | 14 | 106 | 114 | 27 |
| 10   | HC TJ Šternberk           | 30 | 10 | 6  | 14 | 110 | 124 | 26 |
| 11   | HC Adelard Kopřivnice     | 30 | 10 | 5  | 15 | 101 | 126 | 25 |
| 12   | HK Poruba                 | 30 | 10 | 2  | 18 | 94  | 105 | 22 |
| 13   | HC Uherské Hradiště       | 30 | 7  | 7  | 16 | 85  | 98  | 21 |
| 14   | TJ SC Kolín               | 30 | 8  | 5  | 17 | 95  | 132 | 21 |
| 15   | HC Haná VTJ Kroměříž      | 30 | 7  | 4  | 19 | 90  | 164 | 18 |
| 16   | SK Karviná                | 30 | 7  | 3  | 20 | 83  | 136 | 17 |

## Play off

### Čtvrtfinále
- HC Orlová - SK Kadaň 1:3, 2:1
- HC Frýdek-Místek - HC Mladá Boleslav 0:2, 4:5
- TJ Slovan Děčín - HC Papíroví Draci Šumperk 1:4, 2:2
- HC Benešov - TJ Nový Jičín 5:5, 2:4

### Semifinále
- TJ Nový Jičín - SK Kadaň 0:3, 3:6
- HC Mladá Boleslav - HC Papíroví Draci Šumperk 2:1, 1:3 P

Týmy Kadaně a Šumperka postoupily do baráže o 1. ligu

## Baráž o 2. ligu
- HC Klášterec nad Ohří (přeborník Severočeského přeboru) - HC Příbram (přeborník Středočeského přeboru) 1:0, 5:3
- HC Náchod (přeborník Východočeského přeboru) - HC Strakonice (přeborník Jihočeského přeboru) 5:3, 3:6 P
- TJ Sokol Nedvědice (přeborník Jihomoravského přeboru) - HC Prospekta Praha (přeborník Pražského přeboru) 8:2, 1:3
- HC Uničov (přeborník Severomoravského přeboru) - HC Atex Klatovy (přeborník Západočeského přeboru) 4:3, 4:4 P